# Saison 1 d'Histoires fantastiques
Chronologie
Saison 2
Cet article présente le guide des épisodes de la première saison de la série télévisée Histoires fantastiques.

## Épisode 1:Le train fantôme
- États-Unis : 29 septembre 1985 sur NBC
- France : 16 juillet 1992 sur Antenne 2

- Roberts Blossom (Opa Globe)
- Scott Paulin (Fenton)
- Gail Edwards (Joleen)
- Lukas Haas (Brian Globe)
- Renny Roker (Dr Steele)
- Hugh Gillin (conducteur de train)
- Sandy Ward (mécanicien)

## Épisode 2:La météorite
- États-Unis : 6 octobre 1985 sur NBC
- France : 16 juillet 1992 sur Antenne 2

- John Scott Clough (Brad Bender)
- Lisa Jane Persky (Shirley)
- Richard Bull (monsieur Hiller)
- Barbara Sharma (madame Bender)
- Thomas Napier (Wylie)
- Bill Allen (Cliff Ratte)
- Dominick Brascia (Billy Johnson)
- Isabelle Walker (Francine)
- Eric Bruskotter (Stan)
- Piper Cochrane (Darcy Cook)
- Nicholas Mele (scientifique 1)
- Brad Bird (scientifique 2)
- Joan Foley (scientifique 3)
- Michael Joshua Cramer (un enfant)
- Megan Wyss (une fille blonde)

## Épisode 3:Le messager d'Alamo
- États-Unis : 20 octobre 1985 sur NBC
- France : 16 juillet 1992 sur Antenne 2

- Kelly Reno (Alamo Jobe)
- William Boyett (colonel Travis)
- Lurene Tuttle (Harriet Wendse)
- Richard Young (Davy Crockett)
- Michael Cavanaugh (le propriétaire du magasin)
- Benji Gregory (Sam)

## Épisode 4:Papa, momie
- États-Unis : 27 octobre 1985 sur NBC
- France : 3 juillet 1987 (cinéma) et 23 juillet 1992 sur Antenne 2

- Tom Harrison (Harold)
- Bronson Pinchot (Le réalisateur de films)
- Brion James (Willie Joe)
- Tracey Walter (Ezra)
- Larry Hankin (Jubal)
- Lucy Lee Flippin (La bibliothécaire)

## Épisode 5:La mascotte
- États-Unis : 3 novembre 1985 sur NBC
- France : 3 juillet 1987 (cinéma) et 23 juillet 1992 sur Antenne 2

- Kevin Costner (Le Capitaine)
- Kiefer Sutherland (Static)
- Casey Siemaszko (Jonathan)
- J.J. Cohen (Jake)
- John Philbin (Bullseye)
- Gary Mauro (Sam)
- Glen Mauro (Dave)
- Peter Jason (Le commandant)
- Karen Kopins (Liz)
- Anthony LaPaglia (Le mécanicien)
- Gary Riley (Le mitrailleur)
- Ken Stovitz (Lamar)
- Nelson Welch (Le père McKay)

## Épisode 6:L’incroyable vision
- États-Unis : 5 novembre 1985 sur NBC
- France : 23 juillet 1992 sur Antenne 2

- Gregory Hines (Falsworth)
- Richard Masur (Trent Tinker)
- Don Calfa (le messager)
- Suzanne Bateman (Gail)
- Joseph G. Medalis (Jimmy)
- Sally Stark (la femme âgée)
- Robert Lesser (le jeune homme)

## Épisode 7:Programme spatial
- États-Unis : 10 novembre 1985 sur NBC
- France : 30 juillet 1992 sur Antenne 2

- Matthew Laborteaux (Andy)
- Gary Riley (Jimmy)
- Jim Gatherum (George)
- Milton Berle (Lui-même)
- Debbie Lee Carrington (L'extra-terrestre)
- Daniel Frishman (Le second extra-terrestre)
- Patty Maloney (Le troisième extra-terrestre)
- Kevin Thompson (Le quatrième extra-terrestre)

## Épisode 8:Mister Magic
- États-Unis : 17 novembre 1985 sur NBC
- France : 30 juillet 1992 sur Antenne 2

- Sid Caesar (Lou Bundles)
- Leo Rossi (Murray)
- Larry Gelman (Harry Striker)
- Julius Harris (Joe)
- Tim Herbert (Jack)
- Eda Reiss Merin (Dora)
- Larry Cedar (Danny)
- Nick Lewin (Le jeune magicien)
- Kelli Lessie (L'assistante du magicien)
- Michael Santiago (Heckler)

## Épisode 9:Vacances forcées
- États-Unis : 1er décembre 1985 sur NBC
- France : 30 juillet 1992 sur Antenne 2

- Dom DeLuise (Monsieur Culpabilité)
- Loni Anderson (l'Amour)
- Charles Durning (assistant)
- Carol Arthur (la mère)
- Gordon Jump (le père)
- Abbe Lane (Magicienne)
- Charles Nelson Reilly (père McClintley)
- Rick Ducommun (Larry)
- Fritz Feld (le maître d'hôtel)

## Épisode 10:Le zappeur fou
- États-Unis : 8 décembre 1985 sur NBC
- France : 6 août 1992 sur Antenne 2

- Nancy Parsons (Grendel)
- Philip Bruns (Monsieur Beasley)
- Jeff Cohen (Ralph)
- David Stone (Maheshwara)
- Shawn Weatherly (La beauté du magazine)
- Dirk Benedict (Futé)
- Gary Coleman (Arnold Jackson)
- Lou Ferrigno (Hulk)
- KITT (la voiture de la série K 2000)
- Sydney Lassick (Walter Poindexter)
- Barbara Billingsley (June Cleaver)
- LaWanda Page (tante Esther Anderson)

## Épisode 11:Nuit de Noël
- États-Unis : 15 décembre 1985 sur NBC
- France : 6 août 1992 sur Antenne 2

- Douglas Seale (le Père Noêl)
- Pat Hingle (Sheriff Horace Smyvie)

## Épisode 12:Vanessa
- États-Unis : 29 décembre 1985 sur NBC
- France : 6 août 1992 sur Antenne 2

- Sondra Locke (Vanessa Sullivan)
- Harvey Keitel (Byron Sullivan)
- Beau Bridges (Theodore 'Teddy' Shearing)

## Épisode 13:La baby sitter
Pour les articles homonymes, voir La Baby-sitter (homonymie).
- États-Unis : 5 janvier 1986 sur NBC
- France : 13 août 1992 sur Antenne 2

- Seth Green (Lance Paxton)
- Mabel King (Jennifer Mowbray)

## Épisode 14:Le héros malgré lui
- États-Unis : 12 janvier 1986 sur NBC
- France : 13 août 1992 sur Antenne 2

- Charlie Sheen (Casey)
- Larry Spinak (Arnold Skamp)

## Épisode 15:Le dernier verre
- États-Unis : 19 janvier 1986 sur NBC
- France : 13 août 1992 sur Antenne 2

- James Cromwell (Francis)
- Geoffrey Lewis (Dan)
- Joe Pantoliano (Joe)

## Épisode 16:Le collectionneur
- États-Unis : 2 février 1986 sur NBC
- France : 20 août 1992 sur Antenne 2

- Mark Hamill (Jonathan)
- David Rappaport (Le lutin)
- Lois de Banzie (Alma)
- Royal Dano (Elmer)
- David Friedman (Jonathan à 12 ans)
- Joanna Merlin (Marie)
- Frank Schuller (Treadwell)
- William Dear (David)
- Forest Whitaker (Jerry)

## Épisode 17:Bouh!
- États-Unis : 16 février 1986 sur NBC
- France : 20 août 1992 sur Antenne 2

- Eddie Bracken (Nelson Chumsky)
- Evelyn Keyes (Evelyn Chumsky)
- Bruce Davison (Richard)
- Andrea Marcovicci (Barbara)
- Robert Picardo (Tony Sepulveda)
- Wendy Schaal (Sheena)
- Taliesin Jaffe (Scott)
- Heidi Zeigler (Deena)

## Épisode 18:Dorothy et Ben
- États-Unis : 2 mars 1986 sur NBC
- France : 20 août 1992 sur Antenne 2

- Joe Seneca (Ben Dumfy)
- Lane Smith (Docteur Caruso)
- Louis Giambalvo (Docteur Templeton)
- Kathleen Lloyd (Samantha)
- Natalie Gregory (Dorothy)
- Joe Regalbuto (Merle)
- Rick Andosca (Haller)
- Alice Sachs (Docteur Fredericks)

## Épisode 19:Miroir, miroir
- États-Unis : 9 mars 1986 sur NBC
- France : 27 août 1992 sur Antenne 2

- Sam Waterston (Jordan Manmouth)
- Helen Shaver (Karen)
- Dick Cavett (Lui-même)
- Tim Robbins (Le fantôme de Jordan)
- Dana Gladstone (Le producteur)
- Glen Scarpelli (Jeffrey Gelb)

## Épisode 20:Le cinéma secret
- États-Unis : 6 avril 1986 sur NBC
- France : 27 août 1992 sur Antenne 2

- Eve Arden (La mère de Jane)
- Paul Bartel (Docteur Shreck)
- Griffin Dunne (Dick)
- Penny Peyser (Jane)
- Mary Woronov (L'infirmière)
- Richard Paul (Monsieur Krupp)
- Barry Dennen (Le vendeur de journaux)
- Justin Darby (Le garçon)
- Alix Elias (La costumière)

## Épisode 21:La moumoute sanguinaire
- États-Unis : 13 avril 1986 sur NBC
- France : 27 août 1992 sur Antenne 2

- Tony Kienitz (Harry)
- Cindy Morgan (Beth)
- Stanley Brock (Mitchell)
- Gary Allen (Monsieur Simon)
- James Avery (Chef Hansen)
- Mitch Kreindel (Floyd King)
- Ken Olfson (Murray Bernstein)
- John McCook (M.C.)
- Robert Tessier (L'homme des bois)

## Épisode 22:La poupée
- États-Unis : 4 mai 1986 sur NBC
- France : 3 septembre 1992 sur Antenne 2

- John Lithgow (John Walters)
- Anne Helm (Mary Dickenson)
- Sharon Spelman (Sally)
- John Christopher Jones (Vin Colbeck)
- Rain Phoenix (Doris)
- Albert Hague (Monsieur Liebemacher)

## Épisode 23:L'encyclopédie vivante
- États-Unis : 11 mai 1986 sur NBC
- France : 3 septembre 1992 sur Antenne 2

- Leo Penn (Fred Elderman)
- Joyce Van Patten (Eva Elderman)
- Nicholas Pryor (Dr Fetlock)
- John Alvin (Professeur Rand)
- Gary Bergher (Professeur Gilbert)
- Rodney Kageyama (Docteur Barth)
- Ben Kronen (Professeur Smith)
- Pamela Guest (Mademoiselle Harris)
- Jack Slater (Monsieur Wilson)

## Épisode 24:Le fantôme de Charlie
- États-Unis : 25 mai 1986 sur NBC
- France : 3 septembre 1992 sur Antenne 2

- Andrew McCarthy (Edwin)
- Herta Ware (Grand-Mère Helen)
- Ian Wolfe (Grand-Père Charlie)